# Niels Treschow
Niels Treschow (født 5. september 1751, død 22. september 1833) var en norsk statsråd og rationalistisk filosof.

## Uddannelse
Niels Treschow var søn af købmand Peter Treschow (død 1773) og Anne Judithe Nielsdatter født Hegdal (Boesen), der betegnes som "lidet bemidlede, religiøse og forstandige Forældre"; var født i Drammen og blev, som privat dimitteret af sognepræsten til Aker, Johannes Green, student 1766. Ved Københavns Universitet kastede han sig til en begyndelse over meget forskellige videnskaber, men samlede til sidst sine studier om teologi og filosofi, mens han skaffede sig sit underhold ved at give undervisning i musik. Han foretog dog i denne tid en længere rejse til Drammen og besøgte Holland "i sine Forældres Ærende", dvs. for at ledsage en yngre broder til en herrnhutisk skole. I København fandt han en velynder i Peter Frederik Suhm, og til hans omgang hørte Nordal Brun og Edvard Storm.

## Holdninger til et norsk universitet
Han blev 1773 dekan på Kommunitetet og udnævntes 1774 til konrektor i Trondhjem, hvorpå han samme år tog magistergraden. For denne gang blev han kun nogle få år i Norge, da han 1780 efter Jacob Baden blev udnævnt til rektor i Helsingør. I 1789 blev han forflyttet til Christiania (i dag Oslo) som rektor og blev året efter dr.theol. Han kom således til at leve i sit fødeland netop i de år, da der var kommet nyt liv i bevægelsen for at grundlægge et eget norsk universitet. Treschow hørte dog ikke til denne tankes varme forkæmpere. Han nærede nemlig betænkeligheder med hensyn til landets evne til at skabe og underholde et fuldstændigt universitet, der ville være en kostbar indretning. Treschow frygtede for, at man i stedet for et til sin hensigt helt svarende universitet blot ville opnå at få noget ufuldstændigt og ufuldkomment, der ville splitte kræfterne og under et prunkende navn blot ville bevirke en falsk tilfredsstillelse. Hellere end at tilråde et sådant skridt, der snarere havde udsigt til at skade end gavne videnskaben, foretrak han at anbefale en mindre vidtrækkende foranstaltning, hvorved der imidlertid ville vindes en væsentlig forbedring af de bestående forhold. Således mente han, at Norge burde lade sig nøje med én udvidelse af de forhåndenværende fire katedralskoler, hvor der kunde ansættes nogle lektorer, og hvor således studenterne kunne tilbringe de første akademiske forberedelsesår, mens de afsluttende studier måtte drives i København. Bevægelsen førte denne gang ikke til noget resultat, uden for så vidt det i 1796 blev tilladt at underkaste sig eksamen artium ved de norske skoler.

## Forelæsninger i Norge og professorat i København
Om vinteren 1796-97, da en del videnskabsmænd og dilettanter havde forenet sig om at holde offentlige forelæsninger i Christiania, deltog også Treschow deri og foredrog Immanuel Kants filosofi. Men disse, for øvrigt stærkt besøgte, forelæsninger kunne naturligvis ikke byde mere end et tarveligt surrogat for et norsk universitet. For at kunne virke til fremme af sin mere indskrænkede plan rejste Treschow selv til København, hvor han sammen med Daniel Gotthilf Moldenhawer, Jørgen Kierulf og Knud Lyne Rahbek udarbejdede et forslag til ny organisation af Christiania Katedralskole, ved hvilken der på, den før af ham antydede måde skulle ansættes lektorer. Forslaget blev imidlertid ikke nærmere påagtet, uagtet Treschow for øvrigt netop i spørgsmålet om et norsk universitet synes at have været en mand, på hvis meninger der særlig har været lagt vægt.
I 1800 blev Treschow titulær professor og kaldtes 1803, uden ansøgning, til København som Børge Riisbrighs efterfølger i det filosofiske professorat. Han åbnede om høsten samme år sine forelæsninger, til hvilke han samlede et stort auditorium. Han holdt i denne tid også populære forelæsninger. Hans stilling var behagelig, og han nød megen anseelse. Alligevel opgav han af eget initiativ sit professorat i København for at kunne vende tilbage til Norge, da omsider tanken om det norske universitet blev virkeliggjort.

## Tilbagevenden til Norge
Treschow blev mod slutningen af 1811, samtidig med at han udnævntes til etatsråd, medlem af den komité, som da blev nedsat for at udarbejde planen for det nye universitets ordning, og lod sig, efter at dette arbejde var ført til ende, overflytte til Christiania, hvor han 16. januar 1813 udnævntes til første professor ved det filosofiske fakultet. Ved Afrejsen fra København i maj 1813 blev der af de studerende overrakt ham hans portræt og en guldmedalje ("Doctori abeunti U. H. cives. 1813"). Han blev i Christiania desuden den første formand i det midlertidige akademiske kollegium. Som sådan foretog han 5. juli 1813 den første immatrikulering af de nye norske akademiske borgere og begyndte derefter sine forelæsninger.

## Norge afståes til Sverige
Året 1814 bragte for Treschow som for mange andre store forandringer. Han blev under 2. marts sammen med biskop Frederik Julius Bech og professor Georg Sverdrup medlem af den da nedsatte komité til bestyrelse af Oplysnings- og Skolevæsenet, og omtrent samtidig udarbejdede han, på prins Christian Frederiks opfordring, et udkast til en forfatning for Norge. Ved det overordentlige Storting 1814 mødte Treschow som 3. repræsentant for Christiania. Han var på dette medlem af Lagtinget og Fuldmagtskomiteen så vel som af den komité, der var nedsat til at forhandle med Karl 13. af Sveriges kommissærer. I denne komité var han formand. Dette valg skyldtes hovedsagelig den anseelse, han havde erhvervet som videnskabsmand, og det viste sig snart, at han ikke kunne fylde stillingen. Det bebrejdedes ham, at han var alt for imødekommende
og eftergivende. Fra 26. oktober blev komiteen tiltrådt af Stortingets præsident, Wilhelm Frimann Koren Christie, som derved faktisk blev dens ledende sjæl og den, som gav underhandlingerne et fuldstændig nyt præg.

## Politisk virksomhed
Treschow havde også været ordfører for den deputation fra Stortinget, som 10. oktober havde foretræde for Christian Frederik og modtog hans tronfrasigelse. Ved sammensætningen af det nye statsråd, der udnævntes 18. november, blev Treschow efter nogen overvejelse foretrukket for Georg Sverdrup. Grev Herman Wedel-Jarlsberg, som her var den, hvis råd Karl 14. Johan af Sverige fulgte, har derom selv udtalt, at han hellere ville have en, som intet gjorde, end en, som af ensidighed handlede galt. Efter Stortingets opløsning trådte Treschow, i henhold til sin udnævnelse, ind i den norske regering, hvor han overtog bestyrelsen af det nyoprettede departement for Kirke- og Undervisningsvæsenet. Han vedblev at stå som dettes chef, så længe han havde sæde i regeringen, med undtagelse af 3 afbrydelser, hvori han opholdt sig i Stockholm som medlem af Statsrådsafdelingen.
Desuden var han 1823-28 prokansler ved Universitetet.
I en nekrolog over Treschow hedder det i anledning af den forandring, der således var foregået i hans ydre forhold: "Med denne forandrede Stilling begyndte i Treschows Liv en Periode, der rigtignok syntes meget glimrende, men udfordrede en Sjælsstyrke, som er falden i faa dødeliges Lod. Indtil sit 63. Aar yndet og agtet af alle bedre Mennesker, mødte han med ét Miskjendelse, Uvilje, Modstræben, Krænkelser, endog aabenbart Fjendskab". Hvad der i en ikke ringe grad bidrog til at vanskeliggøre den nye statsråds stilling, var hans religiøse standpunkt. Udgået fra et kristeligt hjem havde han i studenterdagene tilegnet sig anskuelser, der i den nævnte nekrolog skildres i følgende ord: "Selvtænkningen opvaagnede, Dømmekraften skærpedes, og Følgen var, at der tidlig ytrede sig en afgjort Skepticisme hos ham, uden dog at virke farlig paa hans Hjærte". Om hans religiøse opfattelse er det også sagt, at "han antog en dobbelt Dannelse i kirkelig Henseende, de oplystes og Almuens, for hvilken sidste han troede, at en Del Lærdomme vare bestemte". Som politiker vandt han ringe tilslutning: "Folket manglede Tillid til ham som Statsmand".
Ligesom hans religiøse synsmåder havde sin selvstændige udformning, således var det også med hans politiske, der i flere dele var afvigende fra, hvad hans landsmænd mente. Han savnede ogsaa den administrative fordannelse.

## Otium
I en alder af 74 år tog Treschow 1825 sin afsked og trak sig tilbage til universitetets ejendom Mellem-Tøjen (Bellevue) ved Christiania. Også i sine statsrådsdage havde han holdt forelæsninger ved universitetet og fortsat sit forfatterskab. I sit otium på Mellem-Tøjen kunne han nu helt hengive sig til disse interesser. Frem for alt sysselsatte han sig med teologiske og filosofiske funderinger over troslærdommene, navnlig angående det evige liv: "Han beskæftigede sig med Saadanne Tanker under sine Spadsereture og selv ved Kortspillet".
I 1828 udgav han et skrift Kristendommens Aand eller den evangeliske Lære. Dette fremkaldte et modskrift af Wilhelm Andreas Wexels og drog sin forfatter ind i en skarp avisfejde. Han fortsatte også efter dette sin litterære og videnskabelige virksomhed. Ligeledes var han i denne tid sysselsat med løsningen af matematiske problemer. Fra 1782 havde han været medlem af Frimurerordenen, "... som han nøje undersøgte og fandt at være af afgjørende Indflydelse paa Menneskehedens Udvikling". I lang tid var han stormester for Frimurerlogen i Christiania. Til sin høje alderdom nød han et fortræffeligt helbred. Et af de sidste besøg, han modtog, var 15. september 1833 af Friedrich Schleiermacher, som den gang besøgte Christiania; med ham underholdt den gamle filosof sig længe "om deres Videnskabs Standpunkt, i hvis Bedømmelse de stemmede overens". Rolig og tilfreds imødeså han døden, der indtraf 22. september 1833. Ved begravelsen viste den almindelige deltagelse, hvilke følelser hans bortgang havde vakt.
Han var 3 gange gift: 1. (3. september 1780) med Gunhild Christine født Thurmann (død 1781), datter af en Smed i Trondhjem; 2. med Christiane Frederikke født Oldeland, om hvem det hedder: "Hans anden Kone, der elskede ham, tilfredsstillede ham ikke; han følte sig nødt til Skilsmisse, uagtet de havde 3 Døtre sammen"; 3. (1802) med Catharine født Devegge, "der var munter, dannet og talentfuld og forenede med disse Egenskaber Huslighedens Dyder" (født 1771 død 7. juni 1838), søster til numismatikeren Ole Devegge.

## Værker
Allerede tidlig havde filosofien tiltrukket sig Niels Treschows interesse; en stor del af sin tid har han anvendt på den, og han vedblev at sysle med den til det sidste. Da han 1803 blev kaldet til professor i filosofi ved Københavns Universitet, havde han allerede som rektor ved Katedralskolen i Christiania holdt stærkt besøgte forelæsninger over Kants filosofi og udgivet flere filosofiske arbejder. Også denne virksomhed fortsatte han til det sidste og efterlod sig således en betydelig række skrifter, hvori han har behandlet samtlige filosofiske områder. De væsentligste af hans arbejder er: Forsøg om Guds Tilværelse af theoretiske Grunde (1794), Aforismer over den Kantiske Filosofi (1797),
Forelæsninger over den Kantiske Filosofi (1798-99), Indledning til den hele Filosofi (1805), omarbejdet og udgivet på ny under titlen Om Filosofiens Natur og Dele (1811), Filosofiske Forsøg (1805), Moral for Folk og Stat (1810-11), Elementer til Historiens Filosofi (1811), Om den menneskelige Natur (1812), Almindelig Logik (1813), Lovgivningsprincipper (1820-23), Den filosofiske Sædelæres første Grunde (1824), Kristendommens Aand (1828), Svar til Pastor Wexels (1828), Om Gud, Ide- og Sanseverdenen, et filosofisk Testamente, indledet med forfatterens selvbiografi (1831-32). Hertil kommer endnu forskellige afhandlinger i det danske Videnskabernes Selskabs skrifter, af hvilket selskab Treschow var et anset medlem.

## Filosofisk overbevisning
Sine filosofiske anskuelser fremsatte han i et klart, jævnt og flydende sprog. Hans skrifter var derfor let læste og vandt en ikke ringe udbredelse. I sine meninger sluttede han sig nærmest til den Leibniz-Wolfiske filosofi; dog har han også optaget forskellige Elementer fra Platon, John Locke, Kant, Friedrich Wilhelm Joseph von Schelling og flere. En egentlig skarp eller stringent tænkning var ikke hans særkende.
På de store grundspørgsmåls område bevægede han sig derfor med en vis vaghed og usikkerhed. Skønt han ingenlunde som f.eks. Heinrich Steffens var fortryllet af den opdukkende romantiske retning, røbede han dog på den anden side en mærkelig ringe forståelse af de kantiske problemer. På de konkrete enkeltspørgsmaals område er han derimod i langt højere grad på sin plads. Hans store belæsthed, hans alsidige interesser og hans fremtrædende taktfølelse komme ham her til nytte, og både i hans psykologi, hans etik og hans historiens filosofi vil man overraskes ved en mængde træffende og fine bemærkninger, der lyder som fra en langt senere tidsalder. Hans nærmest rationalistiske opfattelse af kristendommen bragte ham i strid med "den norske Grundtvigianer" pastor Wexels. I sin sidste bog Om Gud, Ide- og Sanseverdenen har han givet en fremstilling af sin hele filosofiske anskuelse, "Identitetssystemet", som han holdt af at kalde den.
Treschow foregreb Charles Darwins tanker, da han omkring 50 år før Darwin luftede en hypotese om menneskets biologiske afstamning fra en dyreart.  Også for Treschow virkede det logisk, at livet har udviklet sig fra lavere til højere former.